# Ahorns Allé
Ahorns Allé er en vej i Silkeborg, der er opkaldt efter træsorten ahorn.
Ahorns Allé ligger i Søholt, på nordbredden af Silkeborg Langsø, i et kvarter hvor de fleste af vejene har navn efter træer og buske. Ahorns Allé er en sidegade til Ansvej. Vejen er 380 meter lang og er præget af parcelhuse. 
Vejen er blandt de syv første villaveje, som blev blev anlagt i anden halvdel af 1950'erne.